# Pectinasa
Pectinasa és un terme general per a enzims, com la pectoliasa, pectozima i poligalacturonasa, comunament referits com enzims pèctics. Trenquen la pectina, un substrat de polisacàrid que es troba en la paret cel·lular de plantes.
Els enzims pectinases es fan servir en processos que degraden materials vegetals com els d'extreure sucs de fruites. Des de la dècada de 1960 les pectinases es fan servir en la fabricació de vi i en la cervesa.
La pectinasa s'extreu de fongs com Aspergillus niger.

## Òptim ambiental
La pectinasa comercial es pot activar entre 45 a 55 °C i treballa bé a pH de 4.5 a 5.5